# Новоникольское (Липецкая область)
Новонико́льское — село Данковского района Липецкой области. Центр Новоникольского сельского поселения. Стоит на Лебедянском шоссе в излучине левого берега реки Дон.
Расположено у крутой известняковой возвышенности так называемого Аннина Верха. В селе ходит предание, что с вершин этого холма Анна-разбойница наблюдала за купеческими караванами, а затем нападала на них из засады. На Анну ополчились казаки, но она, вступив с ними в бой, одержала победу. Потом всё же ушла из этих мест .
Селение здесь появилось, вероятно, в конце XVII века и называлось сначала Ка́менным Ве́рхом, затем Самоду́ровкой. В документах 1718 года это было село с Никольской церковью, по которой получилось нынешнее название.

## Население
| 1859 | 1906  | 2010 |
| ---- | ----- | ---- |
| 1387 | ↗1959 | ↘816 |